# Zofia Grabczan
Zofia Anna Grabczan z domu Walczyna (ur. 28 maja 1962 w Radzyniu Podlaskim) – polska polityk, przedsiębiorca, działaczka związkowa i samorządowa, posłanka na Sejm V kadencji.

## Życiorys
W 1980 ukończyła Technikum Rolnicze w Radzyniu Podlaskim. Przez 12 lat pracowała jako referent, prowadziła też własną działalność gospodarczą w zakresie marketingu. Po 2007 była m.in. współwłaścicielką firmy Eko-Gold.
W 1991 była współtwórczynią struktur Związku Zawodowego Rolnictwa „Samoobrona” oraz partii Przymierze Samoobrona w Białej Podlaskiej. Weszła w skład rady krajowej tego ugrupowania. Bez powodzenia kandydowała z jego listy do Sejmu w wyborach parlamentarnych w 1993 (otrzymała 1726 głosów). W latach 2001–2003 pełniła funkcję dyrektora biura poselskiego Józefa Żywca. W okresie 2002–2005 zasiadała w Sejmiku Województwa Lubelskiego. Pełniła funkcję przewodniczącej klubu radnych Samoobrony RP. Była członkiem rady programowej TVP Lublin.
W wyborach w 2005 z listy Samoobrony RP uzyskała mandat poselski na Sejm V kadencji z okręgu chełmskiego liczbą 5971 głosów. Zasiadała w Komisji Kultury i Środków Przekazu oraz w Komisji Rodziny i Praw Kobiet. Wchodziła w skład stałej delegacji do Zgromadzenia Parlamentarnego Polski i Ukrainy.
W maju 2007 została przewodniczącą struktur Samoobrony RP w województwie lubelskim. W przedterminowych wyborach parlamentarnych w tym samym roku bez powodzenia ubiegała się o reelekcję (otrzymała 1978 głosów). W grudniu 2007 weszła w skład prezydium partii. W 2010 zrezygnowała z pełnienia funkcji partyjnych. 4 marca 2012 była sekretarzem kongresu Samoobrony, kiedy doszło do jej połączenia z Samoobroną RP. Została wybrana na kongresie do rady krajowej Samoobrony, a 25 listopada 2012 została II wiceprzewodniczącą partii. Po kongresie 4 marca 2017 nie znalazła się ponownie we władzach ugrupowania.
Dwukrotnie została skazana za oszustwa, w tym przez Sąd Rejonowy w Chełmie w 2002 na karę 1 roku pozbawienia wolności z warunkowym zawieszeniem na dwuletni okres próby oraz na karę grzywny.

## Życie prywatne
Jest mężatką, ma dwoje dzieci.